# 石塚貢
石塚 貢（いしづか みつぐ、1932年11月22日 - 2020年11月16日）は、日本の科学技術官僚。私立大学出身者としては初となる科学技術事務次官や、海洋科学技術センター理事長、科学技術会議議員などを歴任した。

## 人物・経歴
1959年日本大学理工学部機械工学科卒業、科学技術庁入庁、原子力局管理課。1971年外務省経済協力開発機構日本政府代表部一等書記官。1974年科学技術庁原子力局放射能課長。その後核燃料規制課長、調査国際協力課長、原子炉規制課長、総合研究課長と課長職を5つ務め、1983年科学技術庁長官官房秘書課長。1986年原子力委員会専門委員。1987年科学技術庁原子力安全局長。1988年科学技術庁科学技術政策局長。1990年科学技術庁科学審議官。1991年科学技術事務次官。私立大学卒初の事務次官であった。1992年海洋科学技術センター理事長。科学技術会議議員、科学技術会議政策委員、21世紀の社会と科学技術を考える懇談会委員なども歴任した。2004年瑞宝重光章受章。
2020年11月16日、死去。87歳没。死没日をもって正四位に叙される。

## 略歴
- 1959年3月 日本大学理工学部機械工学科卒業
- 1959年4月 科学技術庁入庁。原子力局管理課。
- 1966年7月 科学技術庁原子力局アイソトープ課長補佐
- 1968年2月 科学技術庁研究調整局総合研究課長補佐
- 1969年9月 経済協力開発機構日本政府代表部二等書記官
- 1971年7月 外務省経済協力開発機構日本政府代表部一等書記官
- 1973年8月 科学技術庁計画局計画課長補佐
- 1973年11月 科学技術庁長官官房秘書課長補佐(大臣秘書官事務取扱・森山欽司)
- 1974年11月 科学技術庁原子力局放射能課長
- 1976年1月 科学技術庁原子力安全局核燃料規制課長
- 1978年4月 科学技術庁原子力局調査国際協力課長
- 1980年7月 科学技術庁原子力安全局原子炉規制課長
- 1982年7月 科学技術庁研究調整局総合研究課長
- 1983年6月 科学技術庁長官官房秘書課長
- 1985年6月 通商産業大臣官房審議官 (通商政策局担当)
- 1986年6月 科学技術庁長官官房審議官(原子力局担当)
- 1987年7月 科学技術庁原子力安全局長
- 1988年7月 科学技術庁科学技術政策局長
- 1990年6月 科学技術庁科学審議官
- 1991年6月 科学技術事務次官

## 脚註
1. ↑  「ご挨拶」桜門技術士会設立20周年記念誌 祝辞
2. ↑  「相談役 清野茂次（元会長）（土木31）技術士そして桜門技術士会」櫻門技術士会 第四代会長
3. ↑  「人事異動」原子力委員会
4. ↑  海洋科学技術センター新理事長に石塚貢氏就任JAMSTEC. 4(4)(16)
5. ↑  21世紀の社会と科学技術を考える懇談会文部科学省
6. ↑  [秋の叙勲] 有馬氏に旭日大綬章 都甲氏に旭日重光章原子力産業新聞 2004年11月4日 第2258号 ＜1面＞
7. ↑  “石塚貢氏が死去 元科学技術事務次官”. 日本経済新聞 (2020年11月25日). 2020年11月25日閲覧。
8. ↑  『官報』第400号10頁 令和2年12月23日号